# Lanzing (Tittmoning)
Lanzing ist ein Gemeindeteil der Stadt Tittmoning im oberbayerischen Landkreis Traunstein. Der Weiler liegt circa eineinhalb Kilometer westlich von Tittmoning. Durch Lanzing verläuft die Bahnstrecke Mühldorf–Freilassing.

## Baudenkmäler
Siehe auch: Liste der Baudenkmäler in Lanzing
- Katholische Filialkirche St. Peter und Paul

## Bodendenkmäler
Siehe: Liste der Bodendenkmäler in Tittmoning